# Руско-японска война
Руско-японската война (на руски: Ру́сско-япо́нская война́; на японски: 日露戦争: ничи-ро сенсо; 8 февруари 1904 – 5 септември 1905) избухва вследствие на съперничеството на Руската империя и Япония за проникване и контрол върху Манджурия и Корея. Тя избухва след дипломатически скандал между двете императорски правителства с колониални амбиции в Далечния Изток. Основните полета на военните действия са Южна Манджурия и по-специално областите около Ляондунския полуостров и Мукден, както и моретата около Корея и Япония. Това е „първата голяма война на XX век“.
Една от основните цели на външната политика на Русия от векове е била излаз на „незамръзващо“ море и достъп до пристанища, които да могат да работят както през лятото, така и през зимата. Пристанището на Владивосток може да работи само през летния сезон, докато Порт Артур – военно пристанище, намиращо се в провинция Ляотунг, има възможност за целогодишна работа. След края на първата японско-китайска война преговорите между Япония и Русия за контрола върху Корея и Манджурия се оказват безрезултатни. Затова Япония избира пътя на войната, за да реши проблема. Азиатската империя изненадващо напада руското пристанище Порт Артур, с което разпалва военните действия. В серия от битки по суша и море японската имперска армия постига убедителна победа над неорганизираните руски войски.
Последиците от края на войната променят баланса на силите в Източна Азия и превръщат Япония във важен играч на международната сцена.

## Предистория
След Реставрацията Мейджи от 1868 г. японските управляващи започват процес на модернизация на страната и за кратък период от време успяват да модернизират Япония по западен образец, въвеждайки западни обичаи и различни технологии. До края на 19 век Япония вече се е превърнала в модерна индустриална държава, при това за по-малко от 50 г. В началото на 20 век японските управници започват да търсят пътища за утвърждаване на Япония като регионална и световна сила.
По същото време Русия – една от Великите сили, започва да проявява амбиции към Далечния Изток. До 1890 г. Руската империя разширява границите си през Централна Азия до Афганистан, асимилирайки местните държавни образувания. Руската империя се разпростира на запад от Полша до полуостров Камчатка на изток. Със строежа на Транссибирската железопътна линия, свързваща европейската част на Русия с Владивосток, Русия се надява да разшири своето влияние в целия далекоизточен регион. Точно от това се опасява японската държава, която започва да чувства застрашени своите нарастващи интереси.

### Първа китайско-японска война (1894 – 1895)
Открай време японските управници смятат Корейския полуостров за съществена част от японската сигурност и го използват като буферна зона между Япония и нейните врагове. Именно затова те имат желание, ако не могат да наложат своето влияние и власт, то поне да поддържат независимостта на Корея. След победата на Япония над Китай в Първата китайско-японска война Китай се отказва от своя сюзеренитет над Корея и отстъпва Тайван, островите Пенгху и п-в Ляотонг заедно с Порт Артур на Япония.
Русия, следвайки своите собствени интереси в района на Ляотонг, веднага след подписването на мирния договор от Шимоносеки започва да оказва дипломатически натиск върху Германия и Франция. Трите велики сили се намесват и убеждават Япония да се откаже от претенциите си върху Порт Артур в замяна на по-големи икономически компенсации.

### Нарастване на руското икономическо влияние
През декември 1897 г. руски военни кораби се появяват в Порт Артур. След три месеца на преговори, през 1898 г. Русия взима под наем пристанището на Порт Артур заедно със залива Далиен. Най-накрая Русия успява да реши дългогодишния си проблем с незамръзващо пристанище. За да утвърдят позициите си, руснаците започват строеж на железопътна линия от Харбин, през Мукден до Порт Артур. Започват и усилени строежи на пътища в целия район. През 1898 г. Русия получава концесии за добив на дърва и въглища по поречията на реките Ялу и Тумен. Всички тези действия от руска страна водят до безпокойството на Япония, която започва да се чувства застрашена.

### Боксерско въстание
Япония и Русия са част от Съюза на осемте по време на Боксерското въстание. Двете държави изпращат военни контингенти за потушаването на бунта и освобождаването на обсадените международни представители в Пекин през 1900 г. Русия изпраща и армия от 177 000 души в Манджурия, за да подсигури и защити строежа на своята жп линия.
Армията на династията Цин няма възможност да се справи с руските сили и се оттегля от Манджурия, което дава възможност на руснаците да се установят трайно в региона. Русия уверява останалите Велики сили, че ще изтегли войските си след края на кризата, но до 1903 г. руското командване така и не обявява график за изтегляне.

### Преговори
Японският принц Ито Хиробуми започва преговори с руснаците през 1902 г. относно ситуацията в Манджурия. Той вярва, че за момента Япония е твърде слаба, за да влезе във война с Русия, и затова предлага Русия да задържи контрола си над Манджурия срещу японски контрол над Северна Корея. Междувременно Великобритания също се намесва, търсейки начини да ограничи руското влияние в Пасифика. През 1902 г. е подписан англо-японски пакт, според който при евентуална война на Япония с който и да е съюзник на Русия Великобритания ще заеме страната на Япония. Този съюз дава свобода на Япония при нужда да започне враждебни действия.
На 12 август 1903 г. японският пълномощен министър в Санкт Петербург представя документ със следните предложения:
1. Взаимно ангажиране на двете империи в опазването на независимостта и териториалната цялост на Китай и Корея, както и да се поддържат еднакви възможности за търговия и развитие на индустрията на народите в двете държави.
2. Взаимно признаване на японските интереси в Корея и на руските интереси в Манджурия, както и правото на Япония да вземе за Корея и Русия – за Манджурия, всички необходими мерки за защита на интересите си, стига това да не е в противоречие с чл. 1 от настоящото споразумение.
3. Взаимно съгласие между Япония и Русия да не се възпрепятства развитието на индустриалните и търговски дейности в Корея и Манджурия, които не са в противоречие с чл. 1 от настоящото споразумение. Допълнителен ангажимент от страна на Русия да не възпрепятства бъдещо разширение на корейската жп линия през Южна Манджурия към Източен Китай и свързване с линията Шанхай – Нючванг.
4. Взаимен ангажимент, в случай че бъде установена необходимост Япония да изпрати войски в Корея, а Русия – в Манджурия, с цел защита на интересите посочени в чл. 2 от настоящето споразумение или потушаване на бунтове. Силите, които бъдат изпратени, да не превишават необходимия брой и да бъдат отзовани веднага след приключване на мисията им.
5. Признаване от страна на Русия на ексклузивното право на Япония да дава съвети и съдействие в интерес на доброто управление на Корея, включващо и оказване на необходимата военна помощ.
6. Настоящето споразумение заменя всички досегашни договорености между Япония и Русия относно Корея.

На 3 октомври руският пълномощен министър в Япония Роман Розен представя на японското правителство руското контрапредложение:
1. Взаимно уважение към независимостта и териториалната цялост на Корея и Манджурия.
2. Признание от руска страна на японските интереси в Корея и правото на Япония да оказва помощ на Корея с цел подобрение на гражданската администрация, без това да влиза в конфликт с чл. 1.
3. Ангажимент от страна на Русия да не възпрепятства търговските и индустриалните интереси на Япония в Корея, както и да не възпрепятства вземането на необходимите мерки в защита на тези интереси, стига въпросните мерки да не влизат в конфликт с чл. 1.
4. Признаване на правото на Япония по причините, изтъкнати по-горе, да изпраща военни контингенти в Корея със знанието на Русия. Числеността на въоръжените сили не бива да надвишава нужния брой, необходим за изпълнение на задачата. След завършване на операцията военният контингент трябва незабавно да бъде отзован в Япония.
5. Взаимен ангажимент на Япония и Русия с цел да не бъде използвана каквато и да е територия на Корея за стратегически цели. Крайбрежието на Корея също не трябва да бъде използвано за военни цели, ограничаващи свободното мореплаване през корейските протоци.
6. Взаимно признаване на територията от Корея, намираща се на север от 39-и паралел, за неутрална зона, където нито една от договарящите се страни няма право да разполага въоръжени сили.
7. Признаване от страна на Япония, че Манджурия и принадлежащото ѝ крайбрежие са сфера извън японските интереси.
8. Настоящето споразумение заменя всички досегашни договорености между Япония и Русия относно Корея.[8]

Преговорите продължават и на 14 януари 1904 г. Япония предлага формула, според която Манджурия ще бъде извън японската сфера на влияние и реципрочно Корея ще остане извън руската сфера на влияние. Руският цар Николай II умишлено забавя своя отговор с ясната мисъл, че подобен ход ще доближи двете империи до война. Без да получи официален отговор на отправеното предложение, на 6 февруари японският министър Курино Шиничиро се среща с руския министър на външните работи – граф Ламбсдорф, и му заявява, че Япония прекъсва дипломатическите си отношения с Русия.
Николай II вярва, че една успешна война срещу Япония ще възроди руския патриотизъм. Не на това мнение обаче са неговите съветници. Те смятат, че подобна война ще бъде много трудна поради трудности с прехвърлянето на достатъчно войски от Европа в Далечния Изток и съответно снабдяването им.

## Обявяване на войната
На 8 февруари 1904 г. Япония обявява война на Русия, въпреки че на практика военните действия започват няколко часа преди това. Три часа преди руското правителство да получи съобщението японският имперски флот атакува руския Далекоизточен флот край Порт Артур. Николай II е шокиран, когато научава новината, защото не смята, че Япония ще започне военни действия, без официално да обяви война. Руските министри също са убедени, че японците не са подготвени.
Осем дни по-късно Русия също обявява война на Япония. Китайската династия Цин заема японската страна в конфликта, като предлага военна помощ, която обаче е отказана. Въпреки това Юен Шъкай на няколко пъти изпраща хранителни доставки на японските генерали. Участие като наемни войници във военните действия взимат и местни жители на Манджурия.

## Кампанията от 1904 г.
Порт Артур, намирайки се на крайбрежието на Ляотунския полуостров в южната част на Манджурия, за няколко години е укрепен и превърнат във важна морска база, седалище на руския Далекоизточен флот. С цел пълен контрол над морето в района и спокойно водене на военни операции на сушата, първата задача на японското върховно командване е да неутрализира руския флот, позициониран в Порт Артур.

### Битката при Порт Артур
В ранните часове на 8 февруари 1904 г. японският флот под командването на адмирал Того Хейхачиро дава началото на изненадваща атака над руския флот в Порт Артур. Използвайки 10 разрушителя, японците успяват да увредят сериозно руските линейни кораби „Царевич“ и „Ретвизан“, както и 6 600-тонния крайцер „Палада“. На сутринта под прикритието на гъста мъгла японците подновяват атаката си, но този път руската отбрана е подготвена. Силите на адмирал Того са отблъснати от руската флотилия, подкрепена от мощен обстрел от оръдейните батареи, разположени на брега. Японците не успяват да постигнат първоначалната си цел, а именно с изненадваща атака да обезвредят руския флот в Азия. Затова те сменят тактиката.
По същото време се провежда и битката при Чемулпо – през нощта на 9 февруари японска ескадра в състав от 6 крайцера и 8 миноносеца влиза в бой с намиращите се в корейското пристанище Чемулпо бронепалубен крайцер „Варяг“ и канонерката „Кореец“. След 50-минутното сражение получилият тежки повреди „Варяг“ е потопен, а „Кореец“ – взривена.
След битката продължава започнатото още на 8 февруари стоварване на брега на войските на 1-ва японска армия под командването на барон Куроки с обща численост около 42,5 хиляди души. На 21 февруари те заемат Пхенян, а към края на април излизат на река Ялу, по която преминава корейско-китайската граница.

### Блокадата на Порт Артур
На 11 февруари руският миноносец „Енисей“ минира входа към пристанището. Човешка грешка обаче причинява избухването на една от мините и потъването на кораба заедно със 120 души екипаж и единствената карта, показваща разположението на мините. Два дни по-късно японците опитват да блокират движението на кораби във и извън пристанището, като спускат във водата корабни комини пълни с цимент, но те потъват прекалено дълбоко и се оказват неефективни.
На 8 март в Порт Артур пристига известният адмирал Степан Макаров, който поема защитата на пристанището. Присъствието на Макаров повишава бойния дух на руските моряци. С повишен боен дух и увереност руският флот на два пъти се опитва да разкъса блокадата на пристанището през следващия месец. И двата пъти се оказват неуспешни, като все пак руснаците успяват да нанесат щети на два от основните японски кораби.
На 13 април руският линеен кораб „Петропавловск“ е ударен от три мини и потъва за 2 минути заедно с 635 моряци и офицери, включително адмирал Макаров. На следващия ден адмирал Того спуска всички знамена наполовина в знак на уважение. На 3 май японците отново правят опит да блокират пристанището, като този път използват остарели морски съдове. Това отвлича руското внимание, което дава възможност на Първа японска армия да дебаркира близо до Инчон. Въпреки липсата на инициатива от наследниците на Макаров японският флот претърпява загуби заради руските мини. На 15 май двата най-мощни линкора „Яшима“ и „Хацусе“ са ударени от мини и потъват. Японският флот губи 1/3 от ударната си сила само за няколко минути. По същото време обаче Втора японска армия окупира Сеул и поема контрола над цяла Корея. В края на април имперската японска армия вече е готова да пресече река Ялу и да нахлуе в Манджурия.

### Битката при река Ялу
Битката при река Ялу е първото сухопътно стълкновение между двете империи във войната. Стратегията на руския главнокомандващ, генерал Алексей Куропаткин, е да въвлече японците в позиционна война на изтощение, докато получи достатъчно подкрепления от Европа. Според неговите изчисления са нужни около 6 месеца преди да има достатъчно сили да поведе офанзива срещу японците.
В навечерието на битката Куропаткин държи командването на Източния отряд в състав от 16 000 души пехота, 5 000 души кавалерия и 62 оръдия с различен калибър. Проблемът на руското командване е, че трябва да разпредели силите си на широк фронт от 270 km, а японците имат инициативата да ударят в най-удобното за тях време и място.
Срещу Източния отряд стои японската Първа армия под командването на генерал-майор Тамемото Кироки с обща численост от 42 500 души. Кироки разполага силите си на южния бряг на реката и използва местни жители, за да разузнае точното местоположение на руснаците. До 23 април японците разбират точните позиции на руските защитни линии. В ранните часове на 27 април японските сили започват форсиране на реката. След 2 дни без особена съпротива цялата Първа армия е прехвърлена на северния бряг на реката. Главнокомандващият генерал Куропаткин в този момент нарежда изтегляне към по-защитни позиции. Неговият подчинен, генерал Засулич, отказва да изпълни заповедта.
През това време елитната японска Имперска гвардия и 2-ра армия продължават агресивното настъпление. След тежки боеве японците пробиват противниковата линия и обръщат руснаците в неорганизирано отстъпление. Части от 12-а Източносибирска бригада опитват контранастъпление, но са разбити, което отваря още по-голяма дупка в руската отбрана. До 1 май руските части, които не се предават, отстъпват към Фенгхуанченг.
Битката при река Ялу завършва с успех за японската армия и показва колко погрешни са първоначалните очаквания, че войната ще бъде кратка и че японската армия е небоеспособна.

### Битката за Ляоян
След успеха при река Ялу японският генерал Ояма Ивао прегрупира силите си, като обединява Първа, Втора и части от Трета армия. Следващата оперативна цел на Ояма е важният железопътен възел Ляоян на линията Мукден – Порт Артур. Ояма разполага общо със 127 360 души и 484 оръдия с различен калибър. Защитни позиции заема и генерал Куропаткин, който в навечерието на битката получава подкрепления от Европа. Той разполага общо с 243 300 души и 673 оръдия.
След двудневни тежки сражения на 26 август 1904 г. части от Първа армия успяват да овладеят стратегически важното възвишение Косарей и проходът Хун-ша, намиращи се южно от града. След няколко дни неуспешни контраатаки за възвръщане на позициите и с оглед на реалната опасност да бъде обкръжен Куропаткин нарежда пълно изтегляне от Ляоян. Въпреки по-сериозните загуби на японците (23 615 души срещу 15 458 от руска страна) те успяват да удържат важна стратегическа победа.
През октомври генерал Куропаткин укрепва позициите си и прегрупира армията северно от Ляоян. На 5 октомври след нареждане лично от цар Николай II Куропаткин започва офанзива за възвръщането на града под руски контрол. На 17 октомври след редица неуспешни атаки и множество жертви руснаците са принудени да прекратят настъплението и да отстъпят към Мукден.

### Обсадата на Порт Артур
През април 1904 г. японското командване прави успешен десант край Порт Артур и след много тежки боеве и много понесени жертви японските въоръжени сили превземат ключови възвишения около пристанището. Именно там те разполагат своите 280-милиметрови оръдия „Круп“. Благодарение на тежката си артилерия японците успяват да нанесат изключително сериозни поражения на руския флот, намиращ се в пристанището. До декември на практика целият руски флот в Порт Артур е унищожен. На 2 януари главнокомандващият руските сили в Порт Артур генерал-майор Анатолий Стесъл предава града на изненаданите японски генерали. Няколко години по-късно генерал Стесъл е осъден на смърт заради държавна измяна и некомпетентността си при отбраната на града. През 1908 г. присъдата му е отменена.
През август е направен опит блокадата на пристанището да бъде разкъсана. Тази битка е известна като битката за Жълто море. След смъртта на вицеадмирал Макаров командването на руския флот е поето от адмирал Вилфелм Витгефт. Той получава заповед директно от Санкт Петербург да събере флота си, да разкъса блокадата на пристанището и да съедини силите си с Владивостокската екскадра.
Рано сутринта на 10 август адмирал Витгефт повежда своите 6 линейни кораба, 4 крайцера и 16 торпедоносеца в отчаян опит за разкъсване на обсадата. Срещу него адмирал Того разполага 4 линейни кораба, 10 крайцера и 18 торпедоносеца. Около 1 часа на обяд двете ескадри се срещат и започват сражението с артилерийски обстрел от дълга дистанция. Няколко часа по-късно двете флотилии се доближават на достатъчно разстояние и включват в боя основните си батареи. Около 18:30 ч. директно попадение в мостика на руския флагман „Царевич“ убива на място адмирал Витгефт. В руското командване настъпва хаос и капитанът на „Ретвизан“ едва спасява от потапяне „Царевич“. Руската ескадра преминава в отстъпление, а адмирал Того се отказва от по-нататъшно настъпление, очаквайки пристигането на Балтийския флот.

### Англо-японско сътрудничество
Дори преди избухването на войната Великобритания и Япония имат история на сътрудничество. Индийската армия, позиционирана в Британска Малая и Китай, често успява да засече руски телеграфни съобщения, които предава на японското военно командване. В замяна японците предават своя информация за Русия на британското разузнаване. В крайна сметка двете разузнавания стигат до извода, че Германия подкрепя Русия във войната с цел дестабилизиране на баланса на силите в Европа.

### Предислоциране на Балтийския флот
С оглед на трудната ситуация в Далечния изток цар Николай нарежда Балтийският флот, разположен в Балтийско море, незабавно да потегли за Азия и да вдигне обсадата на Порт Артур. Ескадрата под командването на адмирал Зиновий Рожественски потегля на 4 септември 1904 г. а да стигне до Далечния изток, Рожественски трябва да прекоси почти целия свят, заобикаляйки Африка, тъй като британците отказват достъп на руснаците до Суецкия канал заради инцидент в Балтийско море.

## Кампанията през 1905 г.
След падането на Порт Артур в началото на годината се открива път за японската Трета армия да насочи силите си към Шънян (Мукден) и да се присъедини към армията на маршал Ояма. В началото на февруари цялата сухопътна сила на Япония е събрана около Мукден. Многото жертви, тежкият климат и пристигането на Балтийския флот притискат Ояма, който взема решение да приключи войната с едно решаващо сражение.

### Битката при Мукден
Въпреки загубата на Ляоян и неуспешните атаки, извършени през октомври и януари, генерал Куропаткин успява все пак да забави японското настъпление. В началото на годината Куропаткин получава нови подкрепления през Транссибирската жп линия и окопава армиите си край Мукден. Той разполага силите си във фронт от 140 km. Дясното крило на отбраната е поверено на Втора манджурска армия с главнокомандващ генерал Александър Каулбарс. В центъра защитата на жп линията и главния път е поверена на Първа манджурска армия под командването на генерал Николай Линевич. Тук е разположена и основната част от руската кавалерия, водена от генерал Александър Самсонов. Левият фланг е защитен от генерал Михаил Алексеев. Общата численост на руските въоръжени сили е 330 000 души и 800 оръдия с различен калибър. Главнокомандващият Куропаткин позиционира силите си в чисто дефанзивна формация, от която при нужда много трудно може да се мине в атака, без да се отворят пролуки в отбраната.
Срещу руските сили се насочва маршал Ояма Ивао, под чието командване се намират общо 270 000 бойци и 500 оръдия. Първа армия с командващ генерал Кироки и Четвърта армия с командващ генерал Нозу се разполагат източно на жп линията. Втора армия на генерал Оки се разгръща западно от жп линията, а Трета армия остава в резерв.
Очакванията на генерал Куропаткин са, че японците ще започнат настъплението си от изток през планините, тъй като те вече са се доказали и имат опит в подобни сражения. Именно там руският главнокомандващ концентрира своите най-опитни войници. Основната цел на маршал Ояма е да обгради Куропаткин в града и по този начин да отреже пътищата му за отстъпление. Ояма дава изрични заповеди да бъде избягван боят в градски условия. По време на цялата война японците се стремят да ограничат максимално цивилните жертви, за да спечелят местното китайско население на своя страна.
В ранните часове на 20 май новосформираната дивизия „Ялу“ започва сражението с агресивна атака по левия фланг. Седем дни по-късно в битката се включва Четвърта армия, която удря десния фланг, а останалите японски сили щурмуват центъра на руските позиции. По същото време генерал Ноги започва обходни маневри северозападно от Мукден с Трета армия. До 1 март японците не успяват да постигнат съществен напредък и основно водят статични боеве с руснаците, като и двете страни понасят жертви. На 7 март Куропаткин започва изтегляне на войски от левия фланг и ги пренасочва срещу настъпващата Трета армия. Куропаткин решава да води лично контраатаката. Действията му обаче само разстройват руската отбрана. Това е и моментът, който чака Ояма. Той насочва всичките си усилия към левия фланг, където частите на генерал Алексеев са пометени. Все пак настъплението на японците е спряно от точен артилерийски обстрел. Въпреки огромните жертви, които понасят, японците успяват да пробият линията на руснаците и да откъснат левият им фланг от централното командване. Почти по същото време Трета армия успява да се настани западно от града. По този начин армията на Куропаткин се оказва в сериозна опасност от обкръжение.
На 9 март генерал Куропаткин нарежда отстъпление на север. Нов пробив в руската линия обаче превръща отстъплението в хаотично бягство. Паникьосаните руснаци изоставят ранените си, както и почти цялото си оборудване и провизии. На 10 март японската имперска армия окупира Мукден и спира преследването на руснаците на 20 km северно от града. Руснаците губят в тази битка около 90 000 души, убити, ранени и пленени и на практика се оттеглят изцяло от Манджурия.

### Битката при Цушима
Балтийският флот, преименуван на Втора тихоокеанска ескадра, преминава 33 000 km, за да освободи Порт Артур. Деморализиращите новини застигат адмирал Рожественски още докато флотилията се намира край бреговете на Мадагаскар. Единствената останала възможност на руснаците е да се доберат до Владивосток, като най-прекият път дотам преминава през пролива Цушима между Корея и Япония. Именно това и очаква адмирал Того Хейхачиро, който започва подготовка, за да пресрещне руската ескадра още след падането на Порт Артур.
Японският адмирал събира всички налични сили, а именно 4 линейни кораба, 27 крайцера, 21 разрушителя, 37 торпедоносеца и различен брой помощни съдове. Руският флот пристига в Азия през пролетта на 1905 г., значително намалил боеспособността си заради дългото пътуване и невъзможността за ремонтни дейности. Адмирал Рожественски разполага с 8 линкора, от които 4 чисто нови дредноута клас „Бородино“, 3 бронирани бойни кораба, 8 крайцера и 9 разрушителя. Двата флота се срещат на 27 май 1905 г.
Битката започва в 14:00 часа, като още в началните минути мощните батареи на японския флагман „Микаса“ увреждат сериозно няколко руски кораба. Японският флот има сериозно предимство по отношение на далекобойността на оръдията. Директно попадение в муниционния склад на „Бородино“ предизвиква силна експлозия и линкорът потъва за минути заедно с целия си екипаж. Малко по-късно адмирал Рожественски е ранен от шрапнел и командването е поето от контраадмирал Николай Набогатов. В края на деня руснаците са загубили 4 линкора, докато японците претърпяват само леки повреди.
Адмирал Того вижда своя шанс и през нощта нарежда да бъде нанесен решителен удар върху руснаците. Агресивната атака на торпедоносците и крайцерите на Того разкъсват руската линия и разпръсват флотата на Набогатов. На сутринта става ясно колко успешна е била офанзивата. Руснаците са загубили още 2 линкора и 2 бронирани крайцера, докато японците губят 3 торпедоносеца. Виждайки безнадеждната ситуация, контраадмирал Набогатов заедно с остатъка от руската ескадра се предава на адмирал Того. В тази битка руснаците са почти напълно унищожени, като само три малки плавателни съда успяват да се доберат до Владивосток. След битката при Цушима японската армия окупира остров Сахалин и принуждава цар Николай II да търси примирие.

## Мирно споразумение и последствия

### Мирният договор от Портсмут
Разгромът на руската армия и флот разклащат увереността и авторитета на империята. През 1905 г. държавата е разтърсена от революция, която отнема възможността на цар Николай да се концентрира изцяло върху войната. Империята има възможност да изпрати повече подкрепа за Далечния изток, но окаяното състояние на икономиката, унизителните загуби, нанесени от японците, и отдалечеността на Манджурия правят войната крайно непопулярна сред населението на империята. Царят се принуждава да търси примирие, за да има възможност да се справи с вътрешните проблеми, тресящи държавата му.
Американският президент Теодор Рузвелт предлага своето посредничество при мирните преговори, за което получава Нобелова награда за мир. Сергей Вите води руската делегация, а харвардският възпитаник барон Комура води японската. Мирният договор е подписан в Портсмът на 5 септември 1905 г. Според условията на договора Руската империя се задължава да изтегли всичките си въоръжени сили от Манджурия и да признае Корея за сфера на японско влияние. През 1910 г. Япония анексира Корея след оскъдни протести от страна на международната общественост. Според други условия на договора Русия предоставя на Япония своите арендни права върху Порт Артур с прилежащото му пристанище и преотстъпва южната част на о. Сахалин на Япония.

### Жертвите
Липсва точна статистика за броя на жертвите от войната. Смята се, че Япония губи около 47 000 души в битка, които нарастват до 80 000, ако бъдат включени и болестите. Оценката на руските жертви варира от 70 000 до 130 000 души, загубени по време на цялата война.

### Политически последствия
Това е първата голяма военна победа на азиатска държава над европейска велика сила. Победата на Япония шокира целия свят и издига престижа на империята до нови висини. Нейният регионален противник – Руската империя, губи почти целия си Тихоокеански и Балтийски флот, както и уважението на международната сцена. Това се отнася най-вече за Германия и Австро-Унгария, което оказва ефект върху техните планове в навечерието на Първата световна война. Като цяло Русия влиза крайно подценена от всички държави в Първата световна война.